# Sjors Verdellen
Sjors Verdellen (Tegelen, 29 november 1981) is een voormalig Nederlandse betaald voetballer die bij voorkeur als centrale verdediger speelde.
Verdellen groeide op in het Limburgse dorpje Lottum. Daar ging hij voetballen bij de plaatselijke SV Lottum, waar hij gescout werd door VVV-Venlo en daar vervolgens de jeugdopleiding doorliep. Op 18 december 1999 maakte hij op 18-jarige leeftijd zijn debuut in de hoofdmacht in een thuiswedstrijd tegen ADO Den Haag (1-1). In 2007 debuteerde Verdellen met zijn club in de Eredivisie. Hij speelde tien jaar in de hoofdmacht en bijna twintig jaar in totaal voor de club, maar mocht na afloop van het seizoen 2009/10 vertrekken. In augustus 2010 tekende Verdellen een vierjarig contract bij MVV Maastricht.. Na afloop van dat contract besloot hij niet in te gaan op een nieuwe, sterk verlaagde aanbieding van de Maastrichtse club. Verdellen zette vervolgens een punt achter zijn voetballoopbaan.

## Cluboverzicht
| Seizoen         | Club            | Competitie      | Competitie | Competitie | Beker | Beker | Overige | Overige | Totaal | Totaal |
| Seizoen         | Club            | Competitie      | Wed.       | Dlp.       | Wed.  | Dlp.  | Wed.    | Dlp.    | Wed.   | Dlp.   |
| --------------- | --------------- | --------------- | ---------- | ---------- | ----- | ----- | ------- | ------- | ------ | ------ |
| 1999/00         | VVV             | Eerste divisie  | 17         | 0          | 0     | 0     | —       | —       | 17     | 0      |
| 2000/01         | VVV             | Eerste divisie  | 28         | 0          | 3     | 0     | —       | —       | 31     | 0      |
| 2001/02         | VVV             | Eerste divisie  | 32         | 3          | 5     | 0     | —       | —       | 37     | 3      |
| 2002/03         | VVV             | Eerste divisie  | 33         | 0          | 4     | 0     | —       | —       | 37     | 0      |
| 2003/04         | VVV-Venlo       | Eerste divisie  | 31         | 0          | 2     | 0     | 6       | 0       | 39     | 0      |
| 2004/05         | VVV-Venlo       | Eerste divisie  | 17         | 0          | 1     | 0     | 1       | 0       | 19     | 0      |
| 2005/06         | VVV-Venlo       | Eerste divisie  | 25         | 0          | 4     | 0     | 2       | 0       | 31     | 0      |
| 2006/07         | VVV-Venlo       | Eerste divisie  | 36         | 0          | 1     | 0     | 6       | 0       | 43     | 0      |
| 2007/08         | VVV-Venlo       | Eredivisie      | 28         | 0          | 0     | 0     | 1       | 0       | 29     | 0      |
| 2008/09         | VVV-Venlo       | Eerste divisie  | 22         | 0          | 1     | 0     | —       | —       | 23     | 0      |
| 2009/10         | VVV-Venlo       | Eredivisie      | 15         | 0          | 1     | 0     | —       | —       | 16     | 0      |
| 2010/11         | MVV Maastricht  | Eerste divisie  | 28         | 0          | 1     | 0     | 2       | 0       | 31     | 0      |
| 2011/12         | MVV Maastricht  | Eerste divisie  | 19         | 0          | 1     | 0     | 0       | 0       | 20     | 0      |
| 2012/13         | MVV Maastricht  | Eerste divisie  | 32         | 0          | 1     | 0     | 0       | 0       | 33     | 0      |
| 2013/14         | MVV Maastricht  | Eerste divisie  | 34         | 1          | 3     | 0     | —       | —       | 37     | 1      |
| Carrière totaal | Carrière totaal | Carrière totaal | 397        | 4          | 28    | 0     | 18      | 0       | 443    | 4      |